# Birma-Katze
Die Birma-Katze (auch Birma, Heilige Birma; englisch Birman, Sacred Birman) ist eine Rassekatze mit halblangem Fell, die zu den Halblanghaarkatzen zählt. Birmakatzen sind Teilalbinos, sogenannte Point-Katzen, mit einem hellen, weichen Körperfell und dunklen Abzeichen (Points) an den Akren, den kühleren Körperstellen wie Gesicht, Ohren, Schwanz, Beinen und Hoden. Birmakatzen haben blaue Augen. Besonderes Rassekennzeichen ist darüber hinaus die blütenweiße Färbung der Pfoten, die an der Rückseite der Hinterbeine in einem umgekehrten „V“, den sogenannten Sporen, nach oben auslaufen sollte.
Birmakatzen gelten als „goldene Mitte“ zwischen Siam- und Perserkatzen, was sich auch auf den Charakter auswirkt. Sie haben das menschenbezogene und mäßig aktive Wesen von der Siamkatze und das ruheliebende, sanftmütige von den Persern. Außerdem sind sie sehr gesellige Tiere, die sich alleine unwohl fühlen und daher zu zweit (auch mit anderen Katzenrassen) gehalten werden sollten. Sie sind sehr neugierig und vor allem zutraulich. Die Birmakatze ist nicht mit der Burma-Katze zu verwechseln, die einer anderen Rasse angehört. Da Birma auf Englisch Burma heißt, kommt es gelegentlich zu Verwechslungen.

## Zuchtgeschichte
Die Rasse der Birmakatzen geht auf ein Zuchtprogramm zurück, das zu Beginn des 20. Jahrhunderts in Frankreich aufgelegt wurde. Die Anerkennung als Rasse erfolgte in Frankreich im Jahre 1925 – in Zuchtbüchern lässt sich der Ursprung bis ins Jahr 1915 zurückverfolgen. Vom englischen Zuchtverband wurde die Rasse im Jahre 1966, vom Verband der Vereinigten Staaten im Jahre 1967 anerkannt.
Über den Ursprung der Birmakatze, die im Übrigen von Anfang an in allen Veröffentlichungen als „Heilige Birma“ bezeichnet wird, gibt es unterschiedliche Berichte.
Einer davon besagt, dass ein gewisser Mr. Vanderbilt (aus der gleichnamigen amerikanischen Industriellenfamilie) um 1919 ein Pärchen Birmakatzen von einer Orientreise mitbrachte. Bei der Überfahrt verunglückte der Kater. Wie die Zucht weiterging, blieb weitgehend im Dunkeln. Sicher scheint jedoch zu sein, dass die Jungen entweder mit Siam- oder mit einer Kreuzung aus Siam- und Perserkatzen verpaart wurden. Alle Nachforschungen enden in Frankreich mit dem Zwingernamen „de Madalapour“. Die erste aktenkundige Heilige Birma in Deutschland war der Kater „Timour de Madalapour“, von dem 1933 ein Bild erschien. Die Zucht der Birma blühte in den 1930er Jahren dann auch in Deutschland auf. Der Zweite Weltkrieg brachte schließlich für die Heilige Birma fast das völlige Aus.
Nach dem Zweiten Weltkrieg wurde erneut mit der Zucht begonnen und bereits 1955 war der Bestand der Birmakatzen in Frankreich gesichert. In den darauffolgenden Jahren wurden in den USA und auf dem europäischen Festland meist die klassischen Farben Seal-Point und Blue-Point gezüchtet, während man in England bereits mit neuen Farben, wie Chocolate-Point und Lilac-Point zu züchten begann.
In Deutschland war Anneliese Hackmann mit ihrem Zwinger „von Assindia“ maßgeblich an dem Erfolg der Heiligen Birma beteiligt. Sie holte in den 1960er Jahren die Katze „Nadine de Khlaramour“ aus Frankreich nach Deutschland. Nadines Nachkommen wurden in die ganze Welt verteilt.
In jüngerer Zeit sind die Farben Red-Point und Creme-Point dazugekommen. Ebenso ist die Heilige Birma heute in Tabby und Tortie zu erhalten, zumindest in Europa. In den USA sind die Tabbies, die dort Lynx genannt werden, erst vor kurzem offiziell anerkannt worden.

## Rassestandard
Der Rassestandard wird von verschiedenen Katzenzuchtverbänden festgelegt. Bei der FIFe wird die Rasse in der Kategorie II (Halblanghaarkatzen) unter dem Kürzel SBI (Sacred Birman) geführt.
- Körper: gestreckt und mittelschwer mit kurzen, stämmigen Beinen.
- Kopf: kräftiger Schädel, ausgeprägtes Kinn, volle, runde Wangen.
- Augen: tiefblaue, runde Augen.
- Fell: je nach Körperpartie lang (Rücken, Seiten, Kragen) bis halblang, im Gesicht kurz, am Schwanz buschig.
- Farbe: hell, eierschalenfarben, Rücken goldbeige. Schwanz und Beine dunkler. Kontrastreich abgesetzte Abzeichen im Gesicht (Points), dunkle Ohren. Klar abgegrenzte, reinweiße Pfoten (Handschuhe).

### Der Rassestandard der Heiligen Birmakatze nach WCF
Körper: Die Katze hat einen kräftigen Knochenbau bei gut ausgebildeter Muskulatur. Der Körper ist mittelschwer und leicht gestreckt. Die Beine sind kurz, die Pfoten breit und zart gerundet. Der Schwanz ist mittellang, von eleganter Form und fedrig behaart.
Kopf: Der Schädel bildet ein stumpfes Dreieck mit abgerundeten Konturen. Die Wangenknochen sind hoch gesetzt, die Wangen gut gerundet und die Stirn leicht gewölbt. Das Profil ist leicht geschwungen bei mittellanger römischer Nase und ausgeprägtem Kinn.
Ohren: Die Ohren sind mittelgroß, ungefähr so hoch wie breit am Ansatz, mit leicht abgerundeten Spitzen und guter Breite zwischen den Ohren.
Augen: Die Augen sind tiefblau, groß, aber nicht ganz rund, sondern leicht oval. Sie sind weit auseinander platziert.
Fell: Langes bis halblanges Fell mit seidiger Textur und wenig Unterwolle. Im Gesicht sind die Haare kurz, werden aber länger auf den Wangen und gehen in eine volle Halskrause über. Auf dem Rücken und an den Flanken ist das Fell sehr lang.
Farbvarianten: Die Birma ist eine Point-Katze und in allen Pointfarben anerkannt. Seit dem 1. Januar 2009 auch in den Pointfarben Cinnamon und Fawn. Die Farbbeschreibungen sind der allgemeinen Farbliste zu entnehmen. Die Besonderheit der Birmakatzen sind die weißen „Handschuhe“ und „Sporen“. Als Handschuhe bezeichnet man die weißen Abzeichen an allen vier Pfoten. Wesentlich ist vor allem die Gleichmäßigkeit und Symmetrie der Handschuhe; sei es zwischen den Vorderpfoten einerseits und den beiden Hinterbeinen andererseits; oder – noch besser – die Gleichmäßigkeit aller vier Pfoten. Das Weiß ist absolut rein; es kann an der Zehenwurzel oder am Gelenk enden. Es darf sich nicht auf das Bein erstrecken. Etwas längere Handschuhe an den Hinterpfoten werden toleriert. Als Sporen bezeichnet man die weißen Abzeichen an den Fußsohlen der Hinterbeine, die zu einer Spitze auslaufen. Sie sollen an beiden Sohlen gleichmäßig sein und enden möglichst mittig auf dem Mittelfußknochen.
Fehler: Fehler, die zur Disqualifikation führen können, sind weiße Flecken außerhalb der Handschuhe und Sporen sowie Teilpigmentierung des Nasenspiegels, ebenso jede Neigung zum Schielen. Schwerwiegende Fehler sind Handschuhe, die über ihre normale Form hinauslaufen (sog. Runner), zu kurze Handschuhe, Bauchflecken (Flecken in der Pointfarbe auf der Körperunterseite) und Fehlen der Spitze bei den Sporen. Leichte Flankenflecken und Streifen können toleriert werden. Die Gesamterscheinung darf insgesamt keine Ähnlichkeit mit der Perserkatze aufweisen, aber auch nicht in das andere Extrem verfallen und an eine Siamkatze erinnern. Weiße Flecken im Gesicht sind bei Birmas ein schwerwiegender Fehler und Zuchtausschlussgrund.

## Farbvarianten
Folgende Farben sind bei Birma-Katzen anerkannt:
- Seal-point

- Blue-point

- Chocolate-point
- Cinnamon-point
- Fawn-point
- Lilac-point
- Red-point
- Creme-point

- Seal-tortie-point
- Blue-tortie-point
- Chocolate-tortie-point
- Lilac-tortie-point

- Seal-tabby-point

- Blue-tabby-point
- Chocolate-tabby-point
- Lilac-tabby-point
- Red-tabby-point
- Cream-tabby-point
- seal-silver-tabby-point

- Seal-tortie-tabby-point
- Blue-tortie-tabby-point
- Chocolate-tortie-tabby-point
- Lilac-tortie-tabby-point

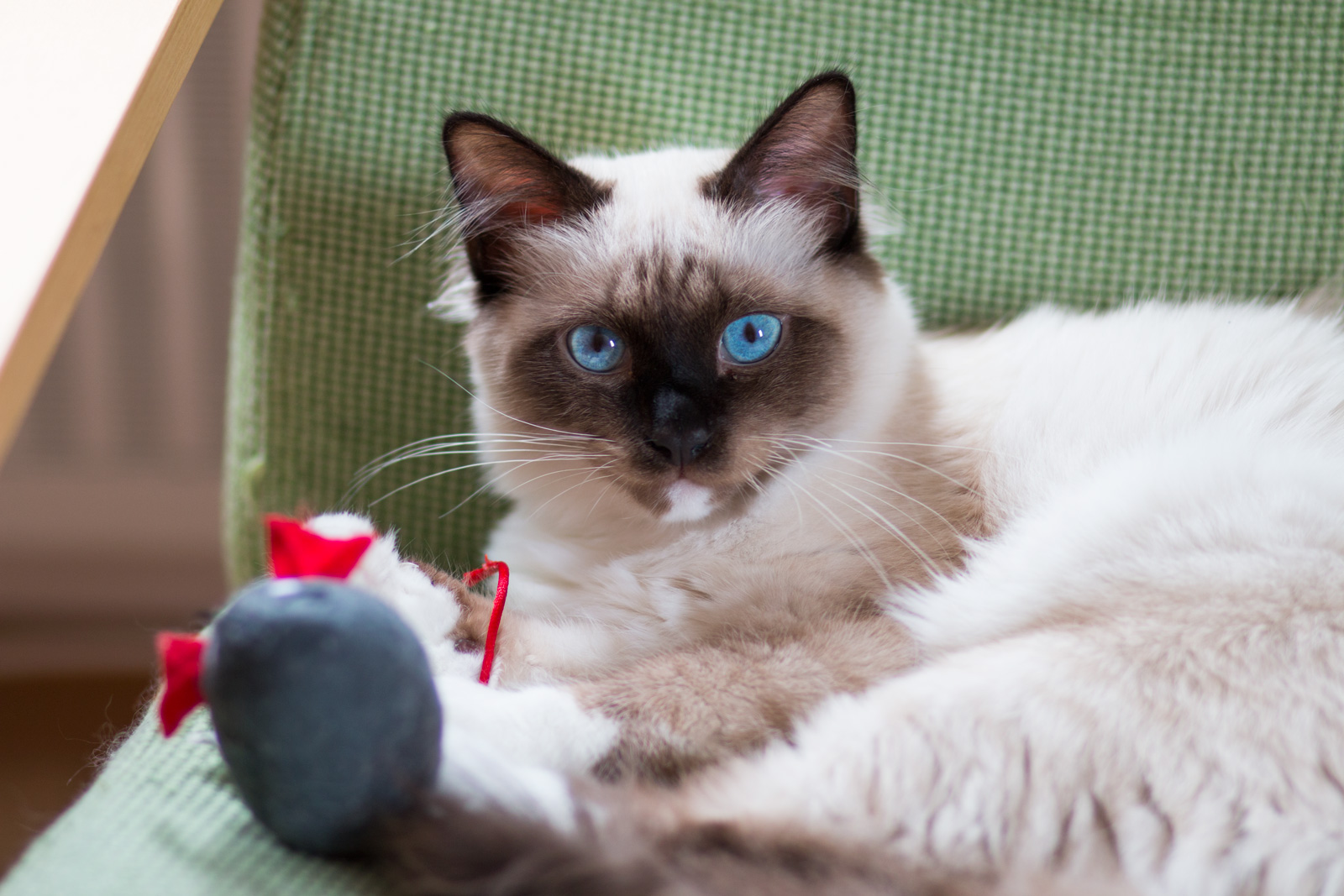
Heilige Birmakatze in Seal-point. Flecken im Gesicht sind nicht erlaubt, bzw. zeichnen Liebhaberbirmas aus.

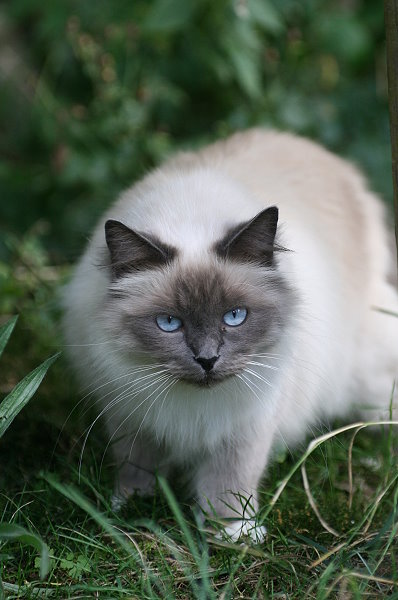
Heilige Birmakatze in Blue-point

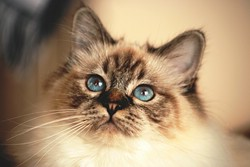
Heilige Birmakatze in Seal-tabby-point

(Tabby = mit Streifung - Tortie = mit Rot-Scheckung in den Points)

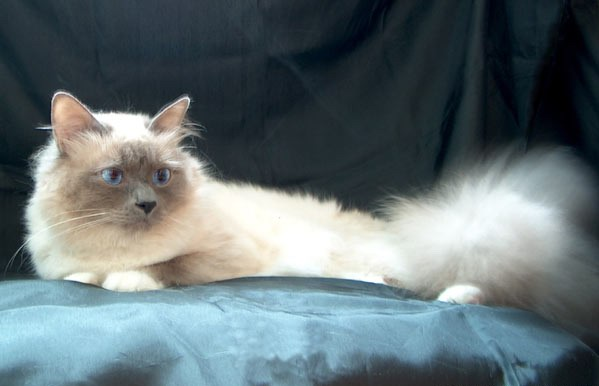
Heiliger Birma-Kater Blue-point
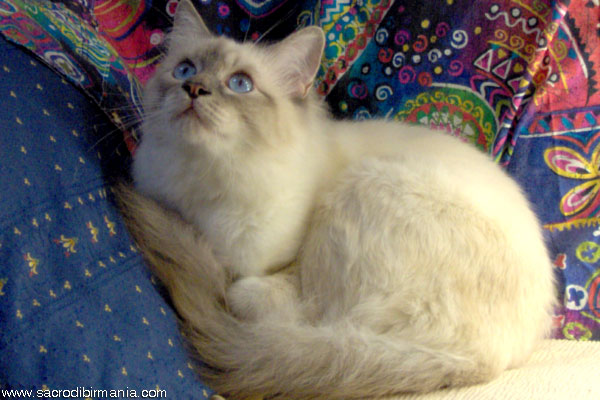
Heiliger Birma-Kater Blue-tabby-point

Über die vorgenannten, etablierten Farben hinaus wird an der Zucht mit neuen Farben wie Silber, Cinnamon und Fawn gearbeitet. Diese neuen Farben sind jedoch derzeit noch recht umstritten.
Birmakatzen werden, wie alle Point-Katzen, nahezu weiß geboren.

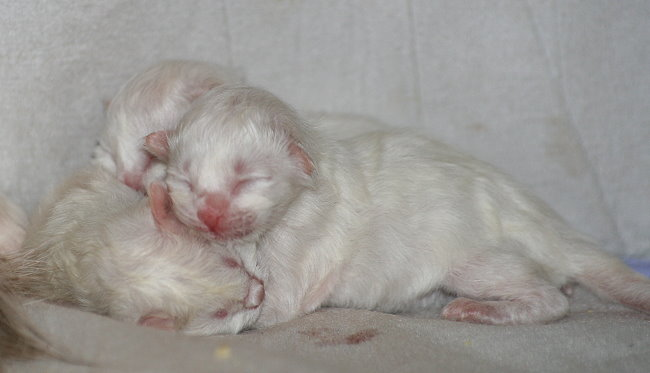
Heilige Birmakätzchen, wenige Stunden alt

Die Farbe der Abzeichen bildet sich erst nach einigen Tagen bis Wochen heraus. Viele Tiere dunkeln in den ersten Lebensjahren insbesondere an Rücken und Flanken sehr stark nach.

## Haltung und Pflege

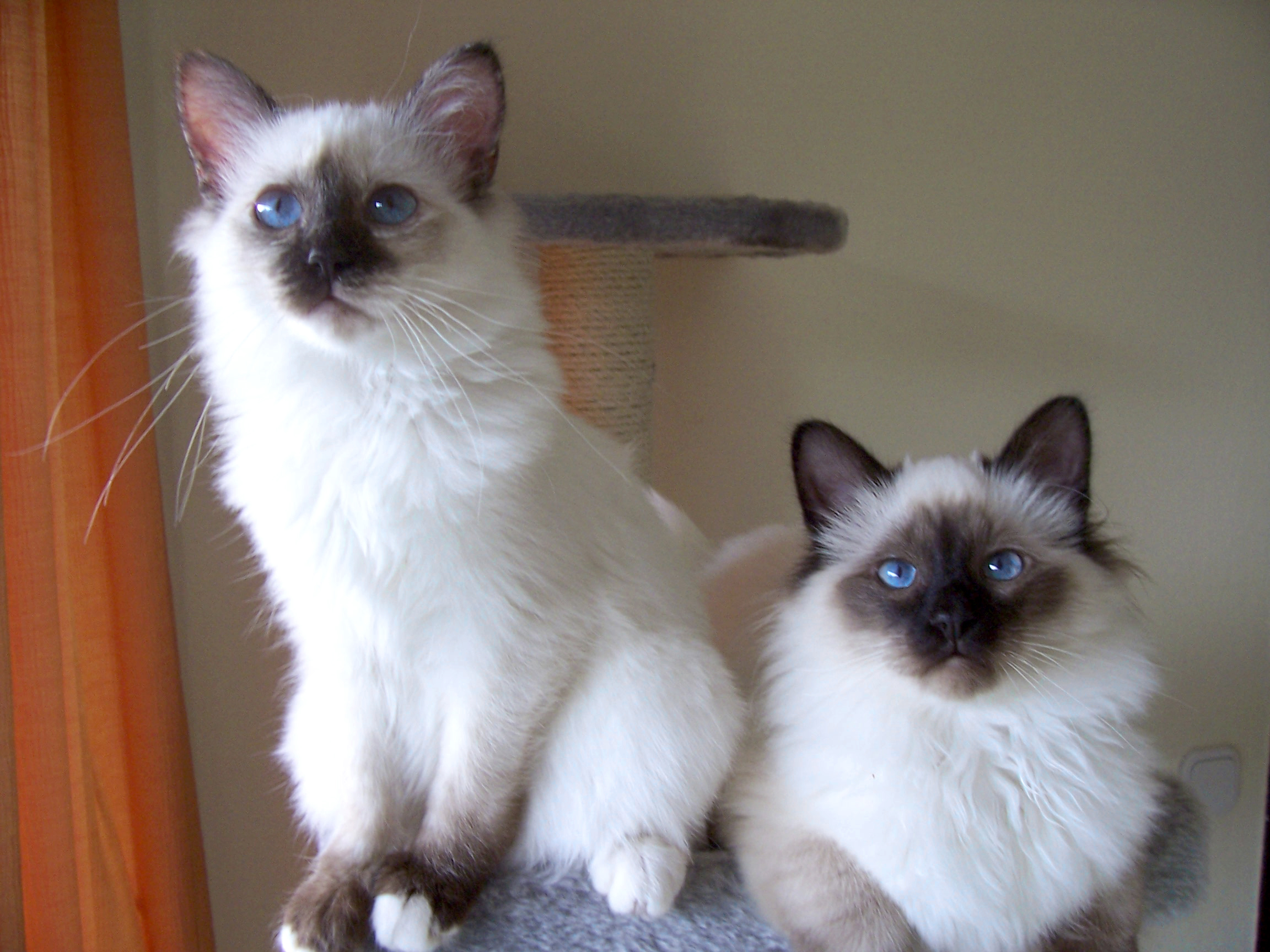
Heilige Birma-Kater und -Katze aus Privathaltung, 6 Monate alt (Tortie-point, Seal-point)

Birmakatzen gelten wegen ihres ruhigen, sanften Wesens als ideale Wohnungs- und Kinderkatzen. Allerdings sind sie sehr familienbezogen und anhänglich und sollten gerade von Berufstätigen nicht als Einzeltiere gehalten werden.
Ihr dichtes Fell ist relativ pflegeleicht und neigt – wegen fehlender Unterwolle – kaum zum Verfilzen. Birmas sollten nicht als „Freigänger“ gehalten werden, da sie sehr menschenfreundlich sind und sich auch von fremden Menschen gerne streicheln und hochnehmen lassen. Das Fell sollte wie bei allen Katzen regelmäßig gebürstet werden, da es sonst durch verschluckte Haare zum Darmverschluss kommen kann.

## Genetik
2009 wurde bekannt, welches Gen für die Ausprägung der Handschuhe verantwortlich ist. Es handelt sich hierbei um eine Mutation im v-Kit Hardy-Zuckerman 4 feline sarcoma viral oncogene homolog (KIT) Gen. Das Allel findet man auch in geringerer Frequenz bei Ragdoll, Egyptian Mau, Exotic Shorthair, Maine Coon, Manx, Seychellois, Siam, Siberian, Sphynx und Turkish Van Katzen. Da das Allel autosomal rezessiv vererbt wird, muss eine Birmakatze zwei Varianten des Allels besitzen, um die typischen Handschuhe auszubilden.

## Bekannte Tiere dieser Rasse
Zu den bekanntesten Birma-Katzen zählt Choupette, die gemeinsam mit Karl Lagerfeld lebte.